# Sukowono (Jaya Loka)
Sukowono is een bestuurslaag in het regentschap Musi Rawas van de provincie Zuid-Sumatra, Indonesië. Sukowono telt 884 inwoners (volkstelling 2010).